# 专用小交换机

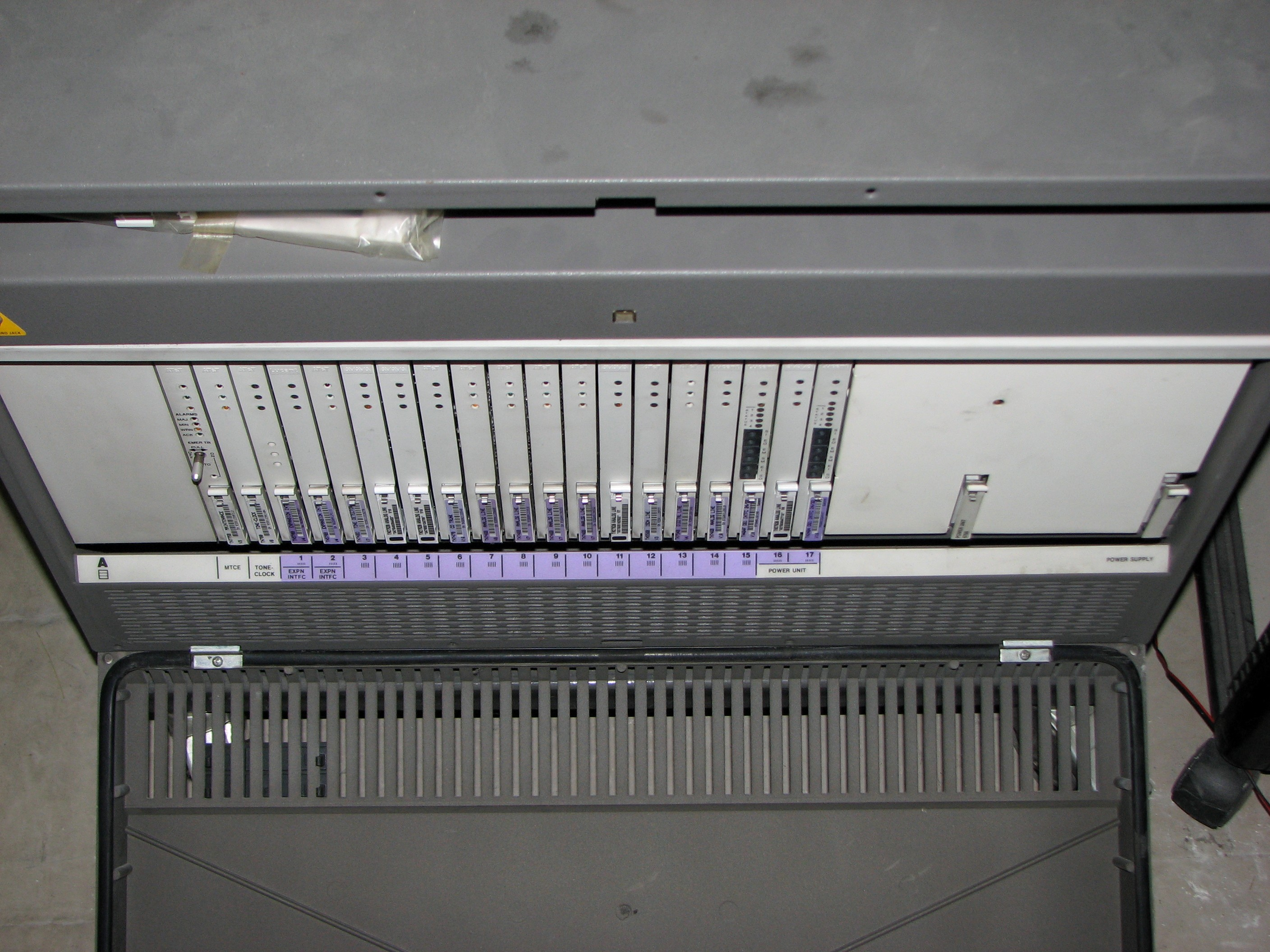
一个典型的PBX（前盖已被打开）。

专用小交换机（Private Branch Exchange, PBX）是专为特定的企业或机关等服务的电话交换机，相较于普通电话或为商业和大众服务的电话公司，专用小交换机也被称为：
- PABX - 用户自动交换机
- EPABX- 电子用户自动交换机

## 简介
专用小交换机，也称为用户小交换机，完成企业内部之间以及与公共电信网络的电话交换，并将电话，传真，调制解调器等功能合并。一般的术语ext.（extension）是指连接在主线上的分机。专用小交换机就是处理分机之间的通话同时再通过主干线与公共交换电话网（PSTN）连接。
专用小交换机和集团电话系统的不同就在于集团电话系统的用户拨打外线是需要人工操作，而专用小交换机则自动完成这个任务。混合系统则包括以上两种系统的功能。
最初的时候，专用小交换机的首要优势就是节约内部通话上的消费：处理系统内部的线路转换从而减少电话收费。当专用小交换机逐渐流行起来后，新增加了一些功能，例如智能寻线，用户呼叫，拨打分机等，而这些是电话公司不提供的服务.
1990s期间，由于两大显著的进展从而产生了新型的专用小交换机系统。其中一个就是数据网的飞速扩大和公共对分组交换的广泛接受。企业公司需要数据分组交换网络，使用这个网络来进行电话交换的前景诱人，再加上作为全球数据交换系统的互联网的广泛使用使得分组交换通讯更加诱人。所有的这些因素就促成了VoIP PBX的发展。（技术上来说呢，已经没有“交换”这个概念了，但是因为PBX这个缩写称呼延用已久，所以也就继续用它了。）
另外一个发展趋势就是有关核心功能的观念。PBX服务一直以来对于一些小型公司来说比较困难，因为许多公司认为解决电话这个问题并非公司本身的核心功能。这些考虑使得hosted PBX的概念开始兴起。对于hosted PBX的安装，PBX是安装在电话供应商那里，并由供应商来管理，所有的功能和呼叫都是通过互联网传输。顾客所需要的就是简单的签订服务合约而已，而不是还需要购买和维护昂贵的设备。

## 发展史
PBX这种说法可以追溯到公司的总机室还是接线员手动接线的时候。当自动，然后电动的系统逐渐替代手动系统以后，术语PABX（专用自动交换机）和PMBX（专用人工交换机）被用来和PBX区分。实体的数字系统有时也被称为EPABXs （电子用户自动交换机）。现在，PBX这个术语是目前被接受的最广泛的一个。甚至一些复杂的家用电话转换系统也使用PBX这种说法，即使它们并不P（专用），B（分支），X（交换什么）。

## PBX系统的组成
PBX通常包括：
- PBX的内部交换网络。
- 单片机或者叫微控制器来进行数据的处理，控制和逻辑。
- 逻辑板卡、交换和控制板卡、电源板卡以及其他相关设备。
- 电台或者电话设备。
- 外部电信中继箱为PBX传递信号所用。
- 控制来电的控制台或者交换机。
- 不间断电源（UPS） 由传感器、电源开关和电池组成。
- 连接线路。
- 机柜、机橱、机库和其他房屋等。

## 当前动向
随着高速网络的普及，越来越多的用户舍弃硬件交换机，转向使用云端网络软交换机以获得更大的便利及功能性

## PBX的功能
PBX有三个主要的功能：
- 建立两个用户之间的电话连接，例如呼叫号码与其呼叫电话的定位，确定这个电话不会总是佔線。
- 维护任何用户所需要的连接。（不同用户间的声音声音信号的多路传输。）
- 为公司的帐目提供信息（即电话记录）

除了上面三个基本功能以外，PBX还提供许多其他的呼叫功能和作用，不同的厂家会提供不同的特色以此和别的
厂家区分。共同的一些功能包括：（不同厂家也许使用不同的名称）：
- - 自动服务
  - 自动拨号
  - 自动转号
  - 自动目录服务（拨号者通过按键或者直接说出所联系的人的名字而被自动转到想联系的人的电话上）
  - 自动回拨
  - 通话统计
  - 呼叫转接功能（離座、佔線或未應答的情况下）

## 界面的标准
连接分机到PBX的介面包括：
- POTS（简易老式电话系统）- 大部分家用的類比两线界面，实用、便宜，一般的标准類比电话都可以连接成为分机。也有用戶交換機專用的類比電話機，主要特徵是有轉接鍵[1]、有避免回鈴的掛鉤延遲功能，甚至可以有類似專用話機的特殊功能鍵。
- 专用的- 生产商定义的协议，用戶交換機只能连接到生产商的设备上，好处是信息显示可见度更高，并且有更多特殊功能的选择，缺點是相容性差，電話機不能使用於其它用戶交換機。
- DECT - 无绳电话的连接的一个标准。
- 网络协议- 如H.323、SIP。

连接PBX之间的界面包括：
- 专用协议 - 如果同时有几个不同厂家的PBX在使用，就需要使用标准协议。
- QSIG - 是PBX内部之间的连接，通常使用T1或者E1实线电路。
- DPNSS - 用来连接PBX和主干线，由英国电信制定，通常使用E1实线电路。
- 网络协议- 如H.323,SIP和IAX协议是以IP为基础的声音和视频的呼叫的方法。

## Mobile PBX
Mobile PBX是hosted PBX的一种，就是除了可以给固定线路提供服务以外，还可以给移动电话，例如手机，智能手机，PDA提供服务。Mobile PBX和其他hosted PBX的不同就在于移动电话用户可以自行控制PBX的功能得到所需要的数据和通话而不是先呼叫系统。

## Soft PBX
也被称为IP-PBX，是以软件为基础的PBX方案，简单的说就是使用VoIP技术给企业提供综合的大型的通讯系统。
Soft PBX简单易行，普通的设备就可以运行，不需要额外的管理和维护。

## 集中式數位交換機(Centrex/IP-Centrex)
CENTREX集中式用戶數位交換機又稱虛擬總機，乃市話交換機上附加用戶專用交換機之機能，使裝用本系統之各線獨用電話均兼具用戶專用交換機之功能，可充份發揮總機及獨用電話服務機能之雙重優點 （页面存档备份，存于）。

## 另見
- Asterisk：開放原始碼的PBX軟體